# Hydriomena gosala
Hydriomena gosala là một loài bướm đêm trong họ Geometridae.